# زمردی‌های شکم‌برفی
زمردی‌های شکم‌برفی (نام علمی: Chionomesa) یک سرده از پرندگان مگس‌گرغ آمریکای جنوبی از خانواده مگس‌مرغان است.

## گونه‌ها
این سرده دو گونه دارد.
- زمردی گلوتابان، Chionomesa fimbriata
- زمردی پولک‌یاقوتی، Chionomesa lactea